# Гіпергенний процес
Гіпергенні процеси - процеси хімічного і фізичного перетворення мінеральної речовини у верхніх частинах земної кори та на її поверхні під впливом атмосфери, гідросфери та живих організмів при низьких температурах. 
Полягають в хімічному розкладанні, розчиненні, гідролізі, гідратації, окисленні, карбонатизації та інших явищах.